# 中国城市科学研究会
中国城市科学研究会是中华人民共和国城市科学研究学者组成的群众性学术团体，是中国科学技术协会主管的社会团体，1984年1月成立。